# Ropalidia curvilineata
Ropalidia curvilineata är en getingart som först beskrevs av Cameron 1908.  Ropalidia curvilineata ingår i släktet Ropalidia och familjen getingar. Inga underarter finns listade i Catalogue of Life.